# Pombo-torcaz-da-madeira
O pombo-torcaz-da-madeira (Columba palumbus maderensis) é uma subspécie extinta de pombo-torcaz (Columba palumbus), que era endêmico da ilha da Madeira.
Esta ave era semelhante à sua congénere europeia, com a excepção da plumagem, ligeiramente mais escura, especialmente na parte superior do corpo e debaixo das tectrizes das asas. A mancha púrpura no peito era também mais extensa.
O ornitólogo Ernst Johann Schmitz (também conhecido na Madeira por Ernesto João Schmitz), que viveu na ilha da Madeira entre 1879 e 1908, quando esta ave já era rara, conseguiu, após grandes esforços, recolher apenas alguns espécimens e ovos. Desde maio de 1924, nenhum pombo-torcaz-da-madeira foi novamente avistado, nem pelos caçadores locais. Esta subespécie estará muito provavelmente extinta.